# Lindneria browni
Lindneria browni är en tvåvingeart som beskrevs av Metz och Irwin 2000. Lindneria browni ingår i släktet Lindneria och familjen stilettflugor. Inga underarter finns listade i Catalogue of Life.